# Mazabuka
Mazabuka  este un oraș  în  Provincia de Sud, Zambia, localizat pe râul Kafue. Are rol de reședință a districtului omonim. Orașul s-a dezvoltat de pe urma plantațiilor de trestie de zahăr.